# Lycée Henri-IV

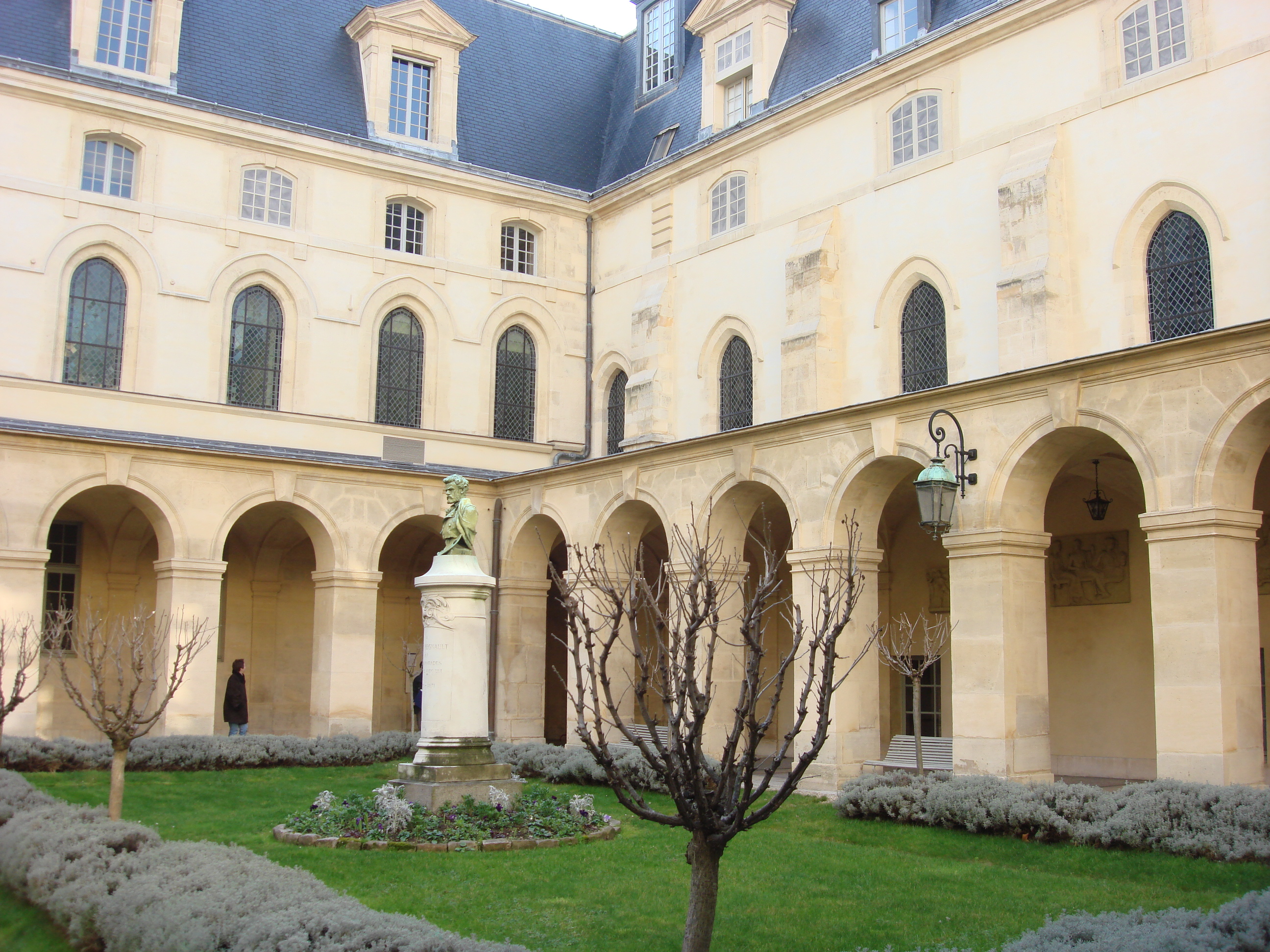
Lycée Henri-IV

Lycée Henri-IV – francuskie centrum edukacyjne zlokalizowane w Dzielnicy Łacińskiej w Paryżu, w piątej dzielnicy Paryża.
Szkoła jest doceniana za doskonałe wyniki w maturze, w konkursie ogólnym i egzaminach wstępnych do Grandes Ecoles, a dokładniej w konkursach literackich (Ecoles Normales Supérieure de Paris, Lyon i Paris-Saclay, École des Chartes). Znany jest ze swojej elitarności i wyszkolenia wielu francuskich intelektualistów, polityków, naukowców i osobistości.

## Znani absolwenci
- Robert Fossier, historyk francuski specjalizujący się w historii średniowiecza (na Zachodzie)
- Étienne Gilson, francuski filozof i historyk filozofii, jeden ze współtwórców neotomizmu
- Emmanuel Macron, francuski polityk, urzędnik państwowy i bankowiec
- Jacques Maritain, francuski filozof, teolog i myśliciel polityczny, zakonnik
- Georges Pompidou, francuski polityk i nauczyciel